# Marco van den Berg
Marco van den Berg (Veenendaal, 14 juni 1965) is een voormalig basketballer en huidige coach. Van den Berg verhuisde op zeer jonge leeftijd naar de stad-Groninger wijk Vinkhuizen.
Van den Berg is begonnen als voetballer, maar stopte daar op 11-jarige leeftijd mee. Hij werd uitgenodigd voor een wedstrijd van Donar en ging meteen op basketbal bij Olympia. Later maakte hij de overstap naar de junioren van Donar. In 1984 maakte hij de stap naar het eerste team, dat op dat moment uitkwam in de Promotiedivisie. Daarna speelde hij in Meppel bij Red Giants onder coach Glenn Pinas, latere coach van Donar. Vanwege een knieblessure moest hij vroegtijdig stoppen met basketballen, waarna hij begon als assistent-coach bij de KBS Orca's in Urk. In het seizoen 1993-1994 begon Marco als hoofdcoach van het eerste herenteam van de Groningse studentenbasketbalclub Groene Uilen. Hij werd met het team meteen kampioen, waarna hij aan het einde van het seizoen gevraagd werd om hoofdcoach te worden van de Meppeler Eredivisieclub Red Giants.
Na twee jaar hoofdcoach te zijn geweest in Meppel verhuist de club naar Zwolle en Marco verhuist met de club mee. Vier jaar lang is hij dan nog de coach van de club Cees Lubbers/The Hammers. Daarna was hij van 2003 tot 2004 coach van EiffelTowers Nijmegen, waar hij in 2003 zowel landskampioen van de Eredivisie werd als de Beker won.
Naast vier seizoenen bij BC Omniworld Almere was Marco ook twee jaar bondscoach. In 2008 maakte hij de overstap naar zijn oude jeugdteam Donar, nu Hanzevast Capitals geheten. Het jaar daarop werd het team, inmiddels omgedoopt tot GasTerra Flames, eerste in de competitie nadat slechts drie van de 36 wedstrijden verloren werden. In de play-offs werden Weert, Leiden en Bergen op Zoom verslagen en zo werd het team landskampioen. In het seizoen 2010/2011 ging het iets minder maar in maart 2011 werd wel de Beker gewonnen. De play-offs werden moeizaam doorlopen en uiteindelijk werd in de allesbeslissende wedstrijd in en tegen Leiden na drie verlengingen met 96-95 verloren.
In de zomer van 2011 schreef Van den Berg met Jakob Zwinderman het boek No prima donna's. Van oktober 2011 tot 2013 was Van den Berg coach van het Duitse BBC Bayreuth. Daarmee werd Van den Berg de eerste Nederlandse coach ooit in de Basketball Bundesliga.
Vanaf september 2013 is hij Head Coach van de Basketball Academie RTC Noord
Marco is de jongere broer van Mischa van den Berg, presentator en hoofdredacteur van RTV Noord.